# Min Myongsong
Min Myongsong, född 25 september 1851, död 20 augusti 1895, var en koreansk drottning, gift med kung Gojong av Korea (1852-1919, monark 1864-1907), och räknad som Koreas härskare de facto under tiden mellan 1866 och 1895.
Min Myongsong är ett postumt dödsnamn; hennes verkliga namn var Min Hun Yo Wun-song. Under sin egen levnad kallades hon allmänt för drottning Min. Hon fick 1902 postumt titeln kejsarinna. 
Min var den ledande gestalten för Koreas motstånd mot japanskt inflytande i Korea, och aktiv i reformarbetet för att modernisera Korea, som länge varit isolerad från omvärlden innan dess gränser öppnades. Hon mördades år 1895 i ett attentat som tros ha varit beordrat av Japan.

## Bakgrund
År 1864 avled kung Cheoljong barnlös och hans änka, Cheorin, hävdade rätten att utse nästa monark, trots att denna rätt tillhörde den äldsta änkedrottningen, Sinjeong. Cheolin tillhörde familjen Andong Kim, som länge varit ingift i kungafamiljen, medan Sinjeong tillhörde familjen Pungyang Jo. Då kungen avled tog Sinjeong kontroll över kungasigillet och utsåg den avlägsna kungliga släktingen Yi Ha-eungs son Yi Myeong-bok till kung. Yi Ha-eung fick då titeln Heungseon Daewongun och blev regent för sin omyndige son, den nya kungen, som fick namnet Gojong. Heungseon Daewongun reformerade administrationen och tog makten ifrån de båda mäktiga familjerna Andong Kim och Pungyang Jo. 
Min var medlem av adelsfamiljen Yeoheung, som haft en del ämbetsmän och drottningar i släkten, dotter till Min Chi-rok och tidigt föräldralös. Hon utvaldes till brud åt kungen av på rekommendation av sin släkting, som var gift med Heungseon Daewongun. Äktenskapet ägde rum 20 mars 1866.

## Drottning
Min var ambitiös och ägnade sig inte åt mode, tebjudningar med adelsdamer och att uppfylla idealet för en societetsdam, utan utbildade sig i stället genom att läsa böcker reserverade för män. Hon började snart röra sig utanför drottningflygeln och blanda sig i politik. Detta orsakade en konflikt med svärfadern Heungseon Daewongun. Då Min förlorade en son, hävdade svärfadern att Min inte kunde föda en son och uppmanade sin son kungen att ha samlag med en konkubin, Yeongbodang Yi, som födde en son, Wanhwagun, vilken av svärfadern utnämndes till tronföljare. Min lyckades med hjälp av alliansbyggande störta svärfadern genom att få maken förklarad myndig vid 22 års ålder 1872. Min förvisade därpå svärfadern, makens konkubin och son, och tog kontroll over politiken genom att utnämna anhängare till hovämbeten.  

## Landet öppnas
Korea var vid denna tid helt avstängt från omvärlden, och avvisade Japans begäran att få öppna en ambassad i Korea 1873. Den 15 februari 1876 tvingades Korea gå med på att öppna sina stängda gränser för Japan, efter att Japan genom provokation tvingat Korea att öppna eld mot kustrekognoseringar från japanska fartyg. Fördraget var modellerat efter det fördrag som påtvingats Japan av USA och orsakade ett fullständigt japanskt handelsmonopol. 
1877 sände Min ut Kim Gwang-jip för att studera Japans västerländska utveckling. Kim återvände med en bedömning av rådgivaren till Qingimperiets ambassadör i Japan, Huang Zunxian, som tillrådde Korea en allians med Kina, Ryssland och USA och en snabb modernisering enligt japansk modell genom att sända studenter utomlands och bjuda in lärare från utlandet. Min gav planen sitt stöd och planerade att modernisera Korea med Japans hjälp men öppna gränserna för västerlandet för att undvika japansk dominans.   
Reformplanen mötte starkt motstånd av yangban-aristokratin och akademikerna, som ville behålla isolationismen. 1881 sändes en stor studiegrupp till Japan för att studera moderniseringsprocessen. Min reformerade sedan regeringen med utgångspunkt från denna rapport: tolv nya departement grundades för att upprätthålla kontakt med västerlandet, Kina och Japan, och skickade studenter till Kina. Hon accepterade Japans erbjudande om undervisning och utrustning av armén. 1881 upptäcktes en plan av militären att uppsätta Gojongs bror på tronen.

## Kuppförsök
1882 lyckades Heungseon Daewongun erövra Seoul med hjälp av upproriska arméförband och avsätta Gojong. Min och maken gömde sig hos hennes släktingar medan isolationismen återinfördes och utlänningar, bland dem japaner, dödades och kördes ur landet. Heungseon Daewongun avsattes med hjälp av kinesisk intervention och fängslades i Kina, och Min återtog makten och återinstallerade sin reformpolitik. Gojong signerade utan Mins vetskap ett fördrag med Japan som tillät en japansk truppstyrka i Korea. Min slöt då ett handelsfördrag med Kina och anställde en tysk som överhuvud för armén.  
Två reformpartier hade nu bildats: de progressiva, som ville ha en snabb reformering och bryta banden med Kina, och Sadae, som ville reformera långsamt med hjälp av Kina. Min bröt med de progressiva eftersom hon uppfattade alliansen med Kina som nödvändig som skydd mot Japan. De progressiva tog 1884 makten i en kupp och började utfärda order i Mins namn. Min förklarade alla order utfärdade av dem i hennes namn ogiltiga och krossade upproret med kinesisk hjälp. Japan tvingade återigen Gojong att signera ett skadeståndsfördrag utan Mins vetskap. Då Japan och Kina 1885 kom överens om att dra alla trupper ur Korea lyckades Min behålla kinesiska hjälpstyrkor i Korea utklädda till poliser. 

## Reformarbete
1883 grundade hon skolor med amerikanska lärare och sände en studiegrupp till USA. 1885 grundade Min ett skolväsende vid hovet där barn utbildades i västerländska vetenskaper av engelska lärare, och 1886 grundade hon den första skolan för flickor i Koreas historia, kvinnouniversitetet Ewha, ledd Mary F. Scranton. Medveten om att kristna missionärer ofta grundade skolor, öppnade hon 1884 gränserna för västerländska missionärer.  År 1886 grundade hon den första tidningen i Korea, men tvingades dock 1888 dra tillbaka den på grund av press från Kina; nästa tidning grundades 1894. Den första skolan för modern medicin grundades 1885; själv hade min en kvinnlig amerikansk läkare, Lilias Underwood, från 1888. Västerländska musikinstrument importerades 1890, och 1893 publicerades kristna hymner med hennes stöd : Min blev aldrig kristen, men betraktade västerländska missionärer som ett medel att göra allmänna moderna värderingar kända och spridda i Korea. 
Moderna vapen importerades 1883 och uniformer 1884, och 1888 anställdes amerikanska experter för att träna armén. Min glömde dock bort att installera en flotta, vilket blev ett allvarligt misstag. 
År 1883 öppnades utlandshandeln och 1888 öppnades gränserna för handel med alla nationer.  En ny valuta infördes 1883 och utländska investeringar 1886. Ett modernt mönsterjordbruk anlades på mark donerad av Min, maskiner importerades 1883 och telegraflinjer 1883-1885. 
Min beskrivs som smal, med mjuka ansiktsdrag, bestämd röst och genomträngande ögon, med enkel klädsmak. Relationen mellan makarna var länge ansträngd på grund av deras motsatta personlighet: Min föredrog att studera och regera, medan Gojong intresserade sig för att dricka och festa. Då Gojong uppmuntrades att ta makten från sin fru, visste han inte hur han skulle göra, men kom att beundra hennes politiska talang. Under de sista åren före hennes död förbättrades deras relation och Gojong kom att beundra och förälska sig i henne. 

## Attentat
Min blev mördad i ett attentat den 20 augusti 1895, då japanska soldater som påstods handla på order Miura Gorō trängde in i Gyeongbokpalatset. Dessa dödade tre kvinnor som de misstänkte för att vara Min i drottningflygeln av palatset, och då en av dem bekräftades vara Min, brände de kroppen. Både japaner och koreaner räknas till de utpekade mördarna.  
Attentatet orsakade internationella protester, och Japan kallade då hem Miura och ställde honom och ett antal militärer inför rätta. Alla friades från mord på grund av bristande bevis. Efter den japanska annekteringen av Korea 1910 fick Miura en plats i det kejserliga rådet. 
Efter hennes död tog Gojong och hennes son 1896 sin tillflykt till den ryska ambassaden. 1897 förklarade Gojong Korea för kejsardöme. Hon fick 1902 titeln kejsarinna postumt. Gojong hade svårt att regera och signerade det ena efter det andra fördraget som gav Japan mer makt över Korea. 1905 blev landet en japansk lydstat och 1910 förklarades Korea en japansk provins. 